# Учителят (филм)
„Учителят“ (на английски: The Master) е американски драматичен филм от 2012 г. на режисьора Пол Томас Андерсън. Световната му премиера е на 1 септември 2012 г. в рамките на кинофестивала във Венеция, а в България е показан по време на Sofia Independent Film Festival през 2013 г.

## В ролите
| Изпълнител          | Роля                |
| ------------------- | ------------------- |
| Хоакин Финикс       | Фреди Куел          |
| Филип Сиймур Хофман | Ланкастър Дод       |
| Ейми Адамс          | Пеги Дод            |
| Лора Дърн           | Хелен Саливан       |
| Ембир Чайлдерс      | Елизабет Дод        |
| Джеси Племънс       | Вел Дод             |
| Лена Ендре          | Мисис Солстад       |
| Рами Малек          | Кларк               |
| Медисен Бити        | Дорис Солстад       |
| Кевин О’Конър       | Бил Уайт            |
| Кристофър Еван Уелш | Джон Мор            |
| Ейми Фергюсън       | Марта, продавачката |

## Награди и номинации
| Категория                              | Номиниран(и)                | Резултат                    |
| Оскар (24 февруари 2013 г.)            | Оскар (24 февруари 2013 г.) | Оскар (24 февруари 2013 г.) |
| -------------------------------------- | --------------------------- | --------------------------- |
| Най-добра мъжка роля                   | Хоакин Финикс               | номинация                   |
| Най-добра поддържаща мъжка роля        | Филип Сиймур Хофман         | номинация                   |
| Най-добра поддържаща женска роля       | Ейми Адамс                  | номинация                   |
| Награда на БАФТА (10 февруари 2013 г.) |                             |                             |
| Най-добър оригинален сценарий          | Пол Томас Андерсън          | номинация                   |
| Най-добър актьор в главна роля         | Хоакин Финикс               | номинация                   |
| Най-добър актьор в поддържаща роля     | Филип Сиймур Хофман         | номинация                   |
| Най-добра актриса в поддържаща роля    | Ейми Адамс                  | номинация                   |
| Златен глобус (13 януари 2013 г.)      |                             |                             |
| Най-добър актьор в драматичен филм     | Хоакин Финикс               | номинация                   |
| Най-добър актьор в поддържаща роля     | Филип Сиймур Хофман         | номинация                   |
| Най-добра актриса в поддържаща роля    | Ейми Адамс                  | номинация                   |
| Сателит (16 декември 2012 г.)          |                             |                             |
| Най-добри декори                       | Най-добри декори            | номинация                   |
| Най-добра кинематография               | Най-добра кинематография    | номинация                   |
| Най-добър оригинален сценарий          | Пол Томас Андерсън          | номинация                   |
| Най-добра филмова музика               | Джони Грийнуд               | номинация                   |
| Най-добър актьор                       | Хоакин Финикс               | номинация                   |
| Най-добър актьор в поддържаща роля     | Филип Сиймур Хофман         | номинация                   |
| Най-добра актриса в поддържаща роля    | Ейми Адамс                  | номинация                   |